# Ílhavo
 (novembre 2022).
La mise en forme du texte ne suit pas les recommandations de Wikipédia : il faut le « wikifier ».
Les points d'amélioration suivants sont les cas les plus fréquents. Le détail des points à revoir est peut-être précisé sur la page de discussion.
- Les titres sont pré-formatés par le logiciel. Ils ne sont ni en capitales, ni en gras.
- Le texte ne doit pas être écrit en capitales (les noms de famille non plus), ni en gras, ni en italique, ni en « petit »…
- Le gras n'est utilisé que pour surligner le titre de l'article dans l'introduction, une seule fois.
- L'italique est rarement utilisé : mots en langue étrangère, titres d'œuvres, noms de bateaux, etc.
- Les citations ne sont pas en italique mais en corps de texte normal. Elles sont entourées par des guillemets français : « et ».
- Les listes à puces sont à éviter, des paragraphes rédigés étant largement préférés. Les tableaux sont à réserver à la présentation de données structurées (résultats, etc.).
- Les appels de note de bas de page (petits chiffres en exposant, introduits par l'outil «  Source ») sont à placer entre la fin de phrase et le point final[comme ça].
- Les liens internes (vers d'autres articles de Wikipédia) sont à choisir avec parcimonie. Créez des liens vers des articles approfondissant le sujet. Les termes génériques sans rapport avec le sujet sont à éviter, ainsi que les répétitions de liens vers un même terme.
- Les liens externes sont à placer uniquement dans une section « Liens externes », à la fin de l'article. Ces liens sont à choisir avec parcimonie suivant les règles définies. Si un lien sert de source à l'article, son insertion dans le texte est à faire par les notes de bas de page.
- La présentation des références doit suivre les conventions bibliographiques. Il est recommandé d'utiliser les modèles {{Ouvrage}}, {{Chapitre}}, {{Article}}, {{Lien web}} et/ou {{Bibliographie}}. Le mode d'édition visuel peut mettre en forme automatiquement les références.
- Insérer une infobox (cadre d'informations à droite) n'est pas obligatoire pour parachever la mise en page.

Pour une aide détaillée, merci de consulter Aide:Wikification.
Si vous pensez que ces points ont été résolus, vous pouvez retirer ce bandeau et améliorer la mise en forme d'un autre article.
Ílhavo est une ville portugaise (cidade= ville en fr.; município, camara municipale=mairie) du Portugal, située dans le district d'Aveiro et la région Centre connue dans tous les pays lusophones pour sa manufacture de porcelaine Vista Alegre créée en 1824 ainsi que pour son musée maritime.
Arte xavega, et moliceiros, sont deux composantes de l'ethnologie de la ville de Ilhavo

## Géographie/Histoire/Économie
Au bord de l'océan Atlantique, la ville occupe un espace de plaine côtière agricole traversé par deux bras de la ria d'Aveiro (ria=lagune).
Jusqu'à la fin du Moyen Âge, Ilhavo (comme Aveiro) était un port de mer que les Phéniciens (et les Grecs ?) aurraient utilisé. La production de sel grâce sur les marais salants y est documenté en 1168, car les besoins en poisson séchés/salés étaient essentiels pour nourrir les marins des routes maritimes à partir du s. XV .
C'est à la même époque que l'avancée de la barra, coupa l'ouverture directe à l'océan, tout en rendant cette zone de marais salés, en partie insalubre. L'optimisation des terrains au s. XIX et XX (plantations de pins dans les landes), amendement du sol avec le moliço puis la percée de la barra permirent que de la transformation de la pêche côtière (arte xavega toujours pratiquée en 2016 à Vagueir) en pêche en haute mer (à la baleine puis à la morue au large du Canada et aujourd'hui pêche au chalut) transformant ainsi cette région.
La géologie explique la création de multiples ateliers et usines de fabrications de produits manufacturés à base d'argile. Cela a induit une architecture typique dans toute la région. Murs en terre mélangée à du sable et recouverts par des "azulejos" qui en assurent l’étanchéité et depuis l'entrée du Portugal dans la CEE l'implantation de nombreuses usines de matériaux pour le bâtiment et qui exporte dans toute l'Europe. L'usine de Vista Alegre situé dans le quartier du même nom (totalement rénové en 2016) produit de la porcelaine de très haut de gamme (groupe Visabeira depuis 2009)
D'une agriculture sur de petites surfaces à l'exploitation moderne orientée par les aides de la PAC et son corollaire de maïs et épuisement des nappes phréatiques, les paysages sont depuis 20 ans en pleine transformation.
La douceur du climat (rares gelées en hiver, rarement plus de 30 °C en été) permet tout aussi bien de produire une très grande variété de fruits -agrumes, prunes, figues, pommes, framboises que de légumes.
Ílhavo est limitrophe :
- au nord et au nord-est, d'Aveiro,
- au sud, de Vagos.

## Démographie
| 1801  | 1849  | 1900   | 1930   | 1960   | 1981   | 1991   | 2001   | 2004   |
| ----- | ----- | ------ | ------ | ------ | ------ | ------ | ------ | ------ |
| 5 436 | 6 797 | 13 163 | 17 709 | 25 108 | 31 383 | 33 235 | 37 209 | 39 247 |

| 2011   | - | - | - | - | - | - | - | - |
| ------ | - | - | - | - | - | - | - | - |
| 38 598 | - | - | - | - | - | - | - | - |

## Subdivisions
La municipalité d'Ílhavo groupe 4 paroisses civiles (freguesias, en portugais). :
- Gafanha da Encarnação
- Gafanha da Nazaré
- Gafanha do Carmo
- Ílhavo (São Salvador)

## Jumelages
| Ville | Ville                     | Pays | Pays       | Période                    |
| ----- | ------------------------- | ---- | ---------- | -------------------------- |
|       | Cuxhaven                  |      | Allemagne  | depuis le 4 mai 2002       |
|       | Funchal                   |      | Portugal   | depuis le 3 octobre 2008   |
|       | Grindavíkurbær            |      | Islande    | depuis le 25 août 2005     |
|       | Ihtiman                   |      | Bulgarie   | depuis le 7 août 2007      |
|       | New Bedford               |      | États-Unis | depuis le 28 mai 2005      |
|       | Newark                    |      | États-Unis | depuis le 7 juin 2000      |
|       | Paraty                    |      | Brésil     | depuis le 6 septembre 2000 |
|       | Saint-Jean de Terre-Neuve |      | Canada     | depuis le 28 août 1998     |